# Anoura luismanueli
Anoura luismanueli là một loài động vật có vú trong họ Dơi mũi lá, bộ Dơi. Loài này được Molinari miêu tả năm 1994.